# Thersamonia phaeton
Thersamonia phaeton är en fjärilsart som beskrevs av Freyer 1852. Thersamonia phaeton ingår i släktet Thersamonia och familjen juvelvingar. Inga underarter finns listade i Catalogue of Life.